# Loiblpass
Loiblpass är ett bergspass i Österrike på gränsen till Slovenien. Loiblpass ligger 1 368 meter över havet.
Itill passet finns en väg med tunnel som lutar maximal 17 %. Tunnelns högsta punkt ligger 1 067 meter över havet.
I omgivningarna runt Loiblpass växer i huvudsak blandskog.